# 傑弗里斯角
59°28′S 27°10′W / 59.467°S 27.167°W
傑弗里斯角（Jeffries Point），是南極洲的海岬，位於南桑威奇群島的庫克島中南部，在1930年由英國研究隊繪入地圖，由英國海外領土管轄。